# Campoletis thomsoni
Campoletis thomsoni là một loài tò vò trong họ Ichneumonidae.